# Rajongemeinde Telšiai

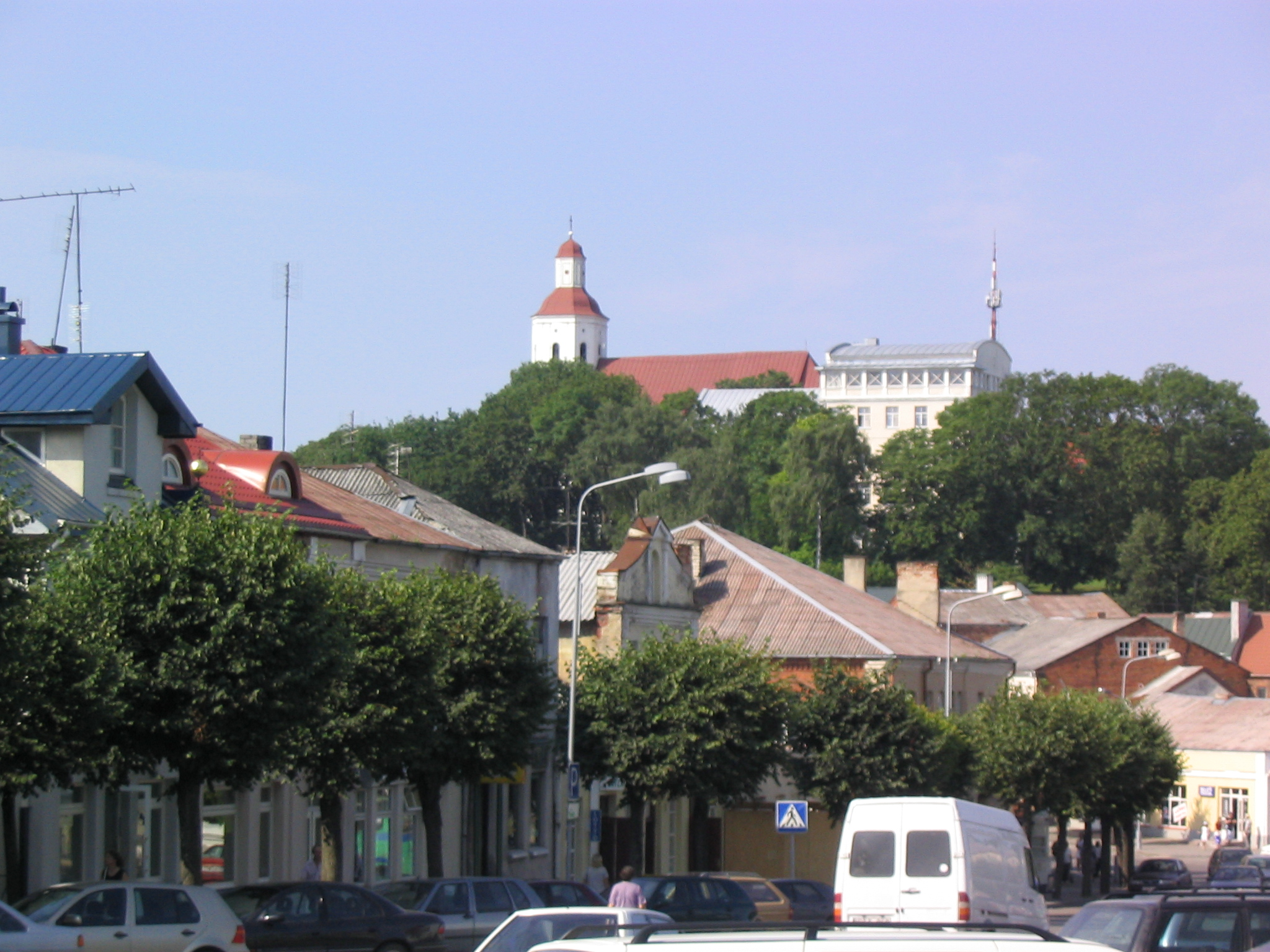
Zentrum von Telšiai

Die Rajongemeinde Telšiai (Telšių rajono savivaldybė) ist eine Rajongemeinde mit 43.590 Einwohnern (2021) im Westen Litauens, in der Region Niederlitauen. Telšiai ist Sitz des Verwaltungsbezirkes Telšiai.

## Orte
Die Rajongemeinde umfasst:
- 2 Städte
  - Telšiai – 31.460/29.764
  - Varniai – 1355

- 11 Städtchen (miesteliai):
  - Eigirdžiai – 746
  - Gadūnavas
  - Janapolė
  - Lauko Soda
  - Luokė – 777
  - Nerimdaičiai
  - Nevarėnai – 659
  - Pavandenė
  - Tryškiai – 1555
  - Ubiškė
  - Žarėnai

- 415 Dörfer, darunter:
  - Rainiai – 1070
  - Degaičiai – 880
  - Ryškėnai – 854
  - Dūseikiai – 727

## Amtsbezirke

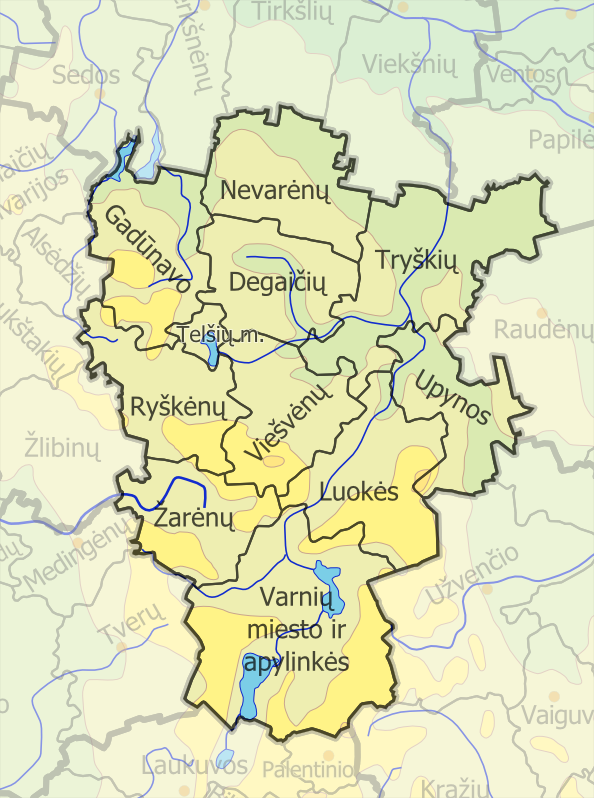
Amtsbezirke der Rajongemeinde Telšiai

- Degaičiai
- Gadūnavas
- Luokė
- Nevarėnai
- Ryškėnai
- Telšiai Stadt
- Tryškiai
- Upyna
- Varniai
- Viešvėnai
- Žarėnai

## Bürgermeister
- 1906–1912: Feliksas Milevičius
- 1919–1920: Liudvikas Abromavičius
- 1995:  Danutė Mileikienė (* 1948)
- 1997:  Alfreda Tamoševičienė (* 1949)
- 1997:  Juozas Butkevičius (* 1948)
- 2000:  Danielius Rupšys
- 2002, 2003:  Vytautas Urbanavičius
- 2007:  Almantas Petkus (* 1976)
- 2008:  Valdemaras Ramšas
- 2011:  Vytautas Kleiva (1959–2015)
- 2015: Petras Kuizinas
- 2019–2023: Kęstutis Gusarovas
- Seit 2023: Tomas Katkus (* 1987), LSDP